# Ибрахим, Хальфан
Хальфан Ибрахим Хальфан аль-Хальфан (род. 18 февраля 1988 года в Дохе) — катарский футболист, который играл на позиции вингера, большую часть карьеры выступал за «Ас-Садд», представлял сборную Катара. В 2006 году он был назван игроком года в Азии, став первым катарцем, получившим эту награду. Он играл за «Аль-Араби Доха» на молодёжном уровне, прежде чем перейти в «Ас-Садд» в 2004 году, подписав профессиональный контракт. Его иногда называют «катарским Марадоной», а также «Хальфаниньо» (как сравнение с Роналдиньо).
Его отец Ибрахим Хальфан аль-Хальфан — также футболист, который выступал за клуб «Аль-Араби» и сборную Катара.

## Клубная карьера
Хальфан начал карьеру в «Аль-Араби» (клуб отца) и в сентябре 2004 года подписал контракт с «Ас-Садд». Он дебютировал в первой команде «Ас-Садд» в марте 2005 года, тогда ему было лишь 17 лет. Соперником был «Эш-Шамаль», и Хальфану удалось в первом же матче отметиться голом. В своём следующем матче против «Эр-Райян» он был признан игроком матча.
В сезоне 2005/06 Хальфану удалось развить успех, он забил голы в чемпионате Катара, Кубке Наследного принца Катара и Лиге чемпионов АФК, молодой футболист начал приобретать известность.
Благодаря своей игре в 2006/07 сезоне Хальфан был признан футболистом года в Азии. Он забил пять мячей в начале чемпионата, а затем помог сборной завоевать золото на Азиатских играх. Однако в феврале 2007 года в отборочном матче Олимпийских игр против Бахрейна он получил травму и вышел из строя более чем на год. Он пропустил остаток сезона, в котором «Ас-Садд» выиграл четыре трофея: чемпионат, Кубок эмира Катара, Кубок Наследного принца и Кубок шейха Яссима.
Из-за травмы Хальфан полностью пропустил сезон 2007/08, а его клуб в погоне за чемпионством уступил «Аль-Гарафе».
Хальфан вернулся после травмы в сезоне 2008/09. Он забил восемь голов в первых шести играх за «Ас-Садд», приблизившись к рекорду Габриэля Батистуты, который забивал восемь игр подряд в чемпионате Катара.
В 2011 году Хальфан в составе «Ас-Садда» выиграл Лигу чемпионов АФК. Хальфан хорошо показал себя во втором матче полуфинала против «Сувон Самсунг Блюуингз», не дав сопернику перевести игру в экстра-тайм после победы «Ас-Садда» в первом матче со счётом 2:0. Он также сыграл в финале против «Чонбук Хёндэ Моторс». Хальфан поспособствовал автоголу защитника «Чонбук», а также отдал голевую передачу на Абдула Кадера Кейту. Однако при счёте 2:1 в добавленное время корейцы сравняли счёт, переведя игру в экстра-таймы, а затем — серию пенальти. «Ас-Садд» выиграл серию 11-метровых со счётом 4:2. Благодаря успешным выступлениям Хальфана в Лиге чемпионов АФК он начал получать предложения от других клубов, в том числе контракт от саудовского «Аль-Наср Эр-Рияд». Однако руководство «Ас-Садда» объявило, что будут готовы принять предложение только в летнее трансферное окно, так как клуб нуждается в услугах Хальфана на клубном чемпионате мира 2011.
Благодаря триумфу «Ас-Садда» на континентальной арене команда получила возможность сыграть на клубном мундиале в Японии. В первом же матче Хальфан забил в ворота африканских чемпионов, «Эсперанс Тунис». Удар Абдула Кадера Кейты с острого угла парировал на дальнюю штангу Моэз Бен-Шерифиа. Хальфан быстро отреагировал и добил мяч в ворота. «Ас-Садд» выиграл со счётом 2:1. Игра проходила «под высоким градусом», фанаты «Эсперанс» бросали на поле питарды и пытались прорваться через баррикады безопасности. По итогам турнира катарский клуб занял третье место.
В то же время в чемпионате Хальфан получил две красные карточки подряд в двух матчах, обе в концовках игр за стычки с другими игроками. «Ас-Садд» проиграл оба матчах. Тем не менее, Хальфан не получил красных карточек в международных соревнованиях.

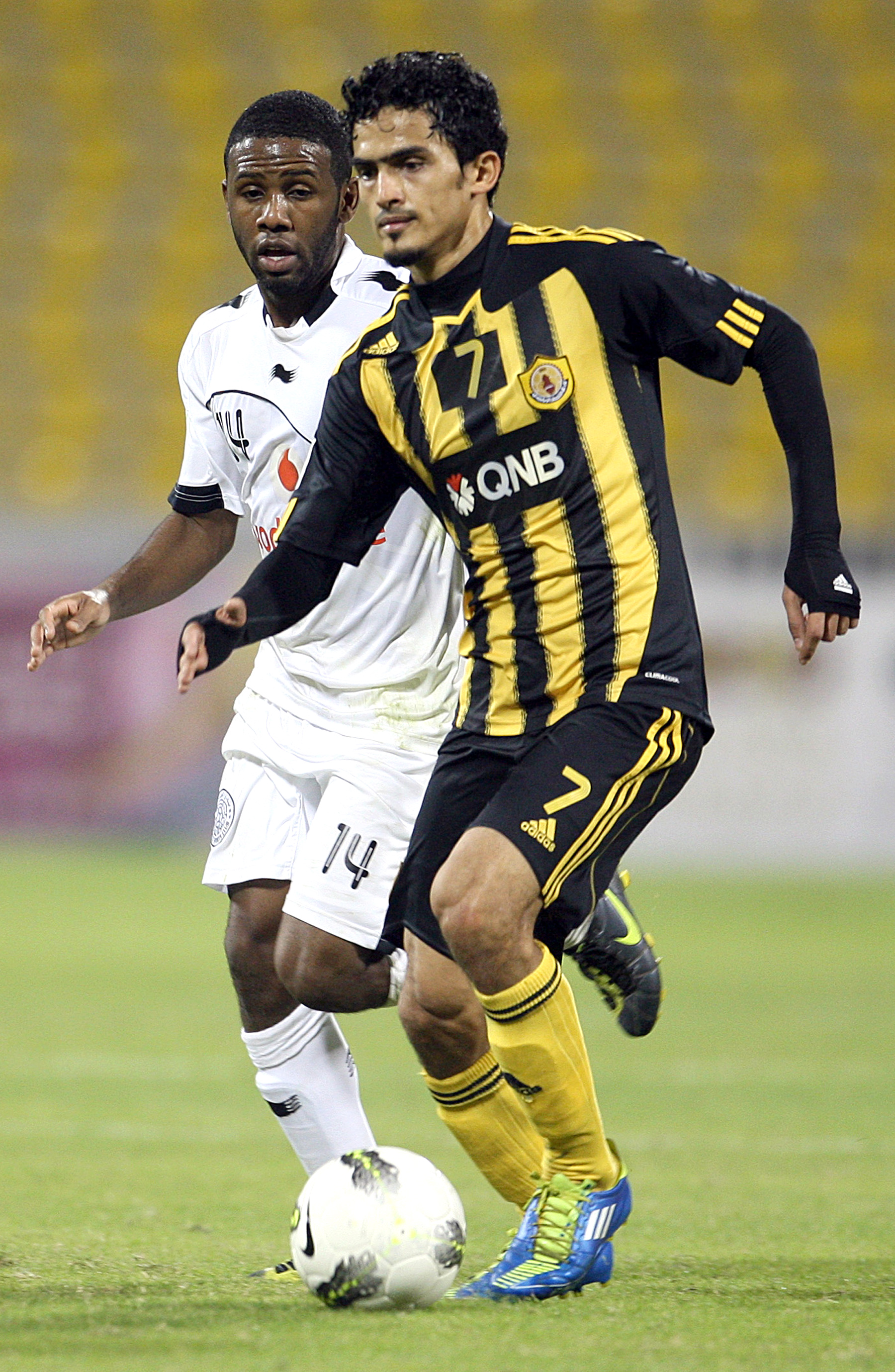
Хальфан играет против Мохамеда Омара из «Катар СК» (2011)

В сезоне 2011/12 Хальфан стал лучшим бомбардиром «Ас-Садд» в чемпионате, забил 7 голов. Он также забил в полуфинале Кубка Наследного принца в ворота «Лехвии». После матча Хальфан подрался с полузащитником команды-соперника Нам Тхэ Хи, в итоге был оштрафован за неспортивное поведение. В финальном матче против «Эр-Райян» Хальфан открыл счёт, однако в компенсированное время Джаралла аль-Мари перевёл игру в экстра-тайм. В итоге судьбу трофея решила серия пенальти. Абдурабб аль-Язиди, который бил сразу после Хальфана, стал единственным игроком на две команды, не реализовавшим свой удар. Тем не менее, Хальфан был признан игроком матча.
Хальфан Ибрахим хорошо начал сезон 2012/13, составив атакующее трио с Мамаду Ньянгом и Раулем Гонсалесом. Благодаря им «Ас-Садд» успешно начал чемпионат. До этого клуб переживал спад: в последние 5 лет «Ас-Садд» выиграл лишь два внутренних турнира и Лигу чемпионов.
После первых четырёх игр чемпионата Халфан, Ньянг и Рауль делили второе место в рейтинге бомбардиров, забив по три гола каждый. 22 октября в матче против «Ас-Сайлии» Хальфан оформил свой первый хет-трик в сезоне, ему дважды ассистировал Ньянг и один раз — Рауль, а его команда выиграла со счётом 4:1. В том сезоне это был второй хет-трик в чемпионате.
26 апреля 2013 года в матче Кубка Наследного принца против «Эр-Райян» Хальфан прошёл с мячом около 60 метров и забил гол дальним ударом. Некоторые СМИ сравнили этот мяч с голом Диего Марадоны в игре против Англии на чемпионате мира 1986 года, а также похожим голом Лионеля Месси в 2007 году. Гол Хальфана назвали претендентом на титул лучшего мяча в 2013 году, его назвали, возможно, лучшим голом в истории катарского футбола. Его товарищ по команде, Рауль, заявил, что Хальфан — лучший игрок сезона и сравнил его с Диего Марадоной.
19 мая он был признан футболистом года в Катаре, обойдя своего товарища по команде, Рауля Гонсалеса.
В сезоне 2013/14 Хальфан забил свой первый гол 20 сентября в ворота «Аль-Ахли Доха». Ходили слухи, что клуб Турецкой Суперлиги, «Бешикташ», заинтересован в приобретении Хальфана в межсезонье, чтобы заменить Угу Алмейду.
22 сентября 2014 года он забил свой 63-й гол за «Ас-Садд» в ворота «Аль-Шаханьи» (победа 3:2). Таким образом он побил пятилетний рекорд Карлоса Тенорио (62 гола), став лучшим бомбардиром в истории «Ас-Садда».
В 2017 году Хальфан покинул «Ас-Садд» и перешёл в «Аль-Араби», где начал свою молодёжную карьеру. Затем он перешёл в «Эр-Райян» в надежде вернуть свою форму, несмотря на то, что в некоторых матчах он показывал хорошую игру, он не смог выйти на прежний уровень. В сентябре 2019 года Хальфан присоединился к «Аль-Араби» на правах аренды и вышел на замену в матче против «Умм-Салаль». В последние годы игрок испытывал проблемы с травмами и, так и не сумев вернуть прежнюю форму, решил завершить карьеру.

## Международная карьера

### Молодёжные команды
Хальфан впервые представлял Катар на международной арене в юношеском Кубке Персидского залива 2003 года, он помог Катару занять второе место в турнире, забив шесть голов (второе место в списке бомбардиров). Он играл за Катар на юношеском чемпионате мира 2005 года в Перу. Хальфан забил гол в матче против более именитых Нидерландов. После первого тайма счёт был ничейный 2:2, но в итоге Катар проиграл со счётом 3:5. Более того, Катар проиграл и два других матча группового этапа, покинув турнир ни с чем. Несмотря на провал команды, Хальфан производил хорошее впечатление, что в значительной степени способствовало награждению титулом футболиста года в Азии. В том же году он сыграл на Западноазиатских играх. Кампания Катара была неудачной, несмотря на то, что Хальфан забил два гола. Во всех вышеперечисленных турнирах он играл с футболистами, которые позже вместе с ним составили костяк «Ас-Садда» и основной сборной.

### Основная сборная

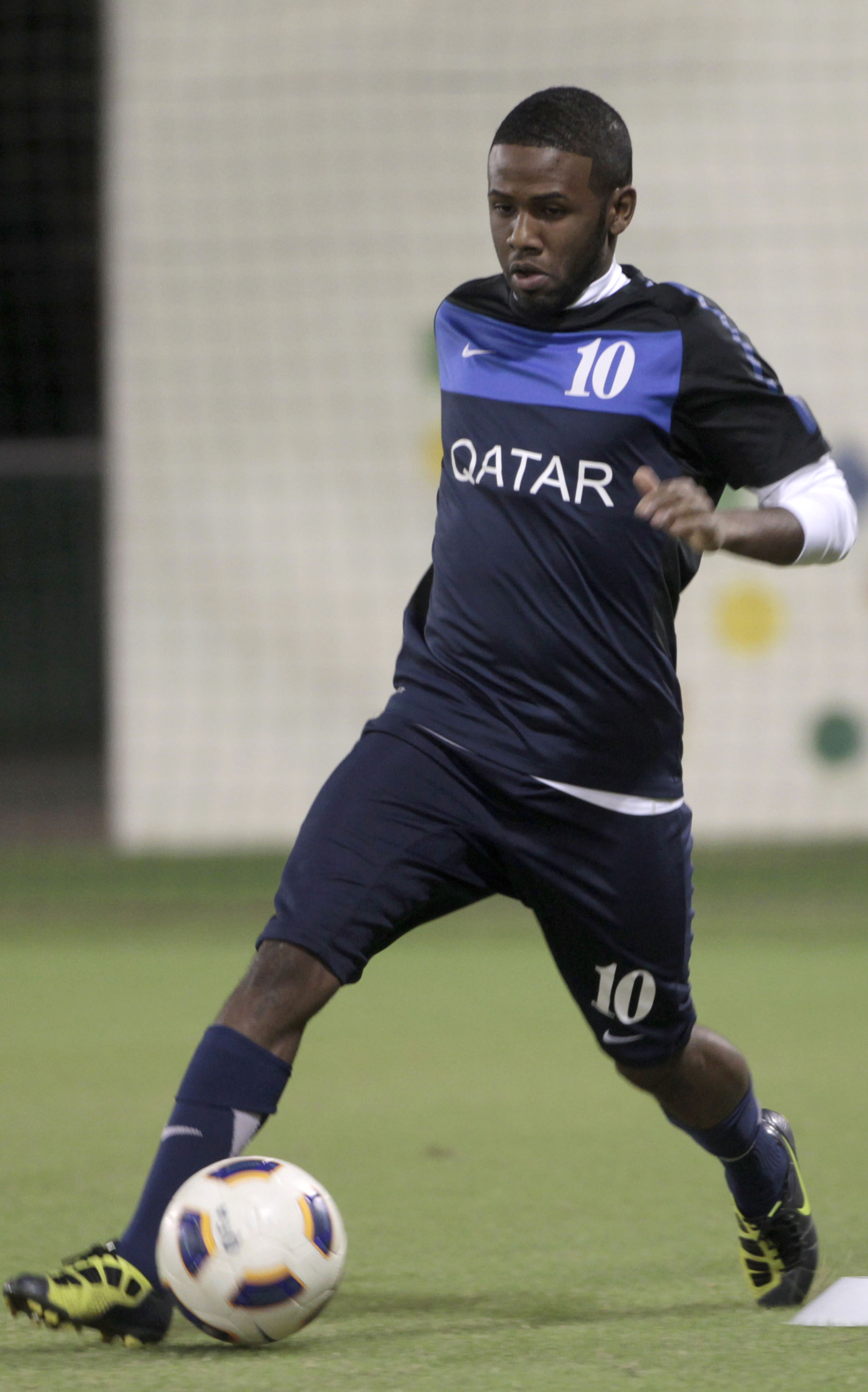
Хальфан тренируется со сборной Катара в Дохе

После успешных выступлений на молодёжном уровне Хальфан присоединился к основной сборной. Его первым крупным триумфом стала победа в домашних Азиатских играх, Хальфан забил 2 гола. В отборочном матче Кубка Азии 2007 он оформил дубль в ворота Бангладеш. Затем он принял участие в своём первом Кубке наций Персидского залива, Катар не сумел защитить свой титул, Хальфан забил один гол в матче против Бахрейна. В 2008 году он сыграл важную роль в квалификации на кубок мира, в частности забил в ворота Австралии.
Хальфан принял участие в квалификации на мундиаль 2014 года, которая началась с 2011 года. В матче против аутсайдера группы, Индонезии, Хальфан забил зрелищный гол с дальней дистанции, обыграв защитников. Катар обыграл Индонезию со счётом 3:2. В ответном матче дома против Индонезии Хальфан сделал дубль, его команда выиграла со счётом 4:0. Катар прошёл в следующий этап квалификации, а Хальфан стал лучшим бомбардиром своей сборной в отборе на чемпионат мира.

Бразильская легенда Зико прокомментировал игру Хальфана против Индонезии так: 
Я видел, тот (отборочный матч) между Индонезией и Катаром по телевизору, и я увидел этого замечательного игрока. Он обладает скоростью и хорошими навыками дриблинга. Он играет как бразильский футболист. Я уверен, что Катар может воспитывать талантливых игроков, таких как Хальфан Ибрахим.